# Sudosť
Sudosť (rusky Судость, ukrajinsky Судость) je řeka v Brjanské oblasti v Rusku a v Černihivské oblasti na Ukrajině. Je 208 km dlouhá. Povodí má rozlohu 6000 km².

## Průběh toku
Pramení na jižním okraji Smolenské vysočiny. Ústí zprava do Děsny (povodí Dněpru).

## Vodní režim
Zdrojem vody jsou převážně sněhové srážky. Průměrný průtok vody ve vzdálenosti 25 km od ústí činí 18,9 m³/s. Zamrzá v listopadu až v prosinci a rozmrzá na konci března až na začátku dubna. V březnu a v dubnu dosahuje nejvyšších vodních stavů.

## Využití
Na řece leží města Počep, Pogap (Rusko).